# Harvey (Iowa)
Harvey é uma cidade localizada no estado americano de Iowa, no Condado de Marion.

## Demografia
Segundo o censo americano de 2000, a sua população era de 277 habitantes.
Em 2006, foi estimada uma população de 273, um decréscimo de 4 (-1.4%).

## Geografia
De acordo com o United States Census Bureau tem uma área de
1,8 km², dos quais 1,8 km² cobertos por terra e 0,0 km² cobertos por água. Harvey localiza-se a aproximadamente 239 m acima do nível do mar.

## Localidades na vizinhança
O diagrama seguinte representa as localidades num raio de 16 km ao redor de Harvey.